# Lasius humilis
Lasius humilis es una especie de hormiga del género Lasius, tribu Lasiini, familia Formicidae. Fue descrita científicamente por Wheeler en 1917.

## Distribución
Se distribuye por México y los Estados Unidos.

## Hábitat
Habita debajo de piedras y rocas, en el suelo, en senderos y nidos.